# Wilhelm Gerard Burgers

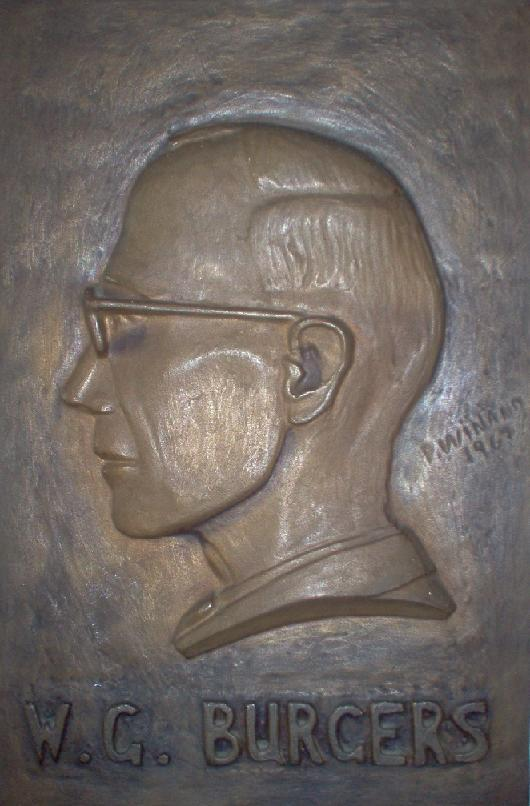
Plakette von Burgers

Wilhelm Gerard Burgers (* 16. August 1897 in Arnhem; † 24. September 1988) war ein niederländischer Physiker.

## Biographie
Wie sein Bruder Johannes Burgers arbeitete Wilhelm Burgers an der Technischen Universität Delft. Er beschäftigte sich unter anderem mit Versetzungen und wird manchmal – zu Unrecht – als der Vater des Burgersvektors angesehen. Dieser Begriff entstand mit der Hilfe seines Bruders, der darauf durch seine Untersuchung von Wirbeln in der Strömungslehre kam. In seiner Abschiedsrede nannte Wilhelm Burgers sich selber „den Onkel des Burgersvektors“.
1963 empfing Burgers den Gilles Holstprijs, einen Preis der KNAW, der alle vier Jahre an niederländische Forscher verliehen wird, die im Zwischengebiet von Physik und Chemie arbeiten.
Im vormaligen Gebäude der Technischen Materialwissenschaften am Rotterdamseweg in Delft befand sich – bis zum Abriss des Gebäudes 2006 – eine Plakette für Burgers.